# Luigi Roccati
Luigi Roccati (Chieri, 14 agosto 1906 – Chieri, 9 marzo 1967) è stato un pittore italiano.
Ha partecipato alla VII Quadriennale Nazionale d'Arte di Roma che apri il 1º novembre 1955.

## Esempio di lavori[2]

### Acquarelli
- Paesaggio montano, 1961[3]
- Nel porto, 1961
- Paesaggio urbano
- Paesaggio
- La lettura
- Venezia, 1956[4]
- Paesaggio urbano, 1958
- Scorcio di Chieri
- Sogni a occhi aperti

### Pitture
- Vecchio borgo
- Natura morta, 1960
- Porto, 1953
- Fiori nel vaso, 1953
- Natura morta, 1963
- Notturno sul lago
- Notturno alla Giudecca, 1951
- La bambola
- Lo studio del pittore